# Parque nacional de Sanriku Fukkō
El parque nacional de Sanriku Fukkō (三陸復興国立公園, Sanriku Fukkō Kokuritsu Kōen) (lit. "Parque Nacional de Reconstrucción de Sanriku") es un parque nacional que se extiende a lo largo de la costa de Sanriku de Japón, desde Hachinohe en la prefectura de Aomori, pasando por la prefectura de Iwate, hasta Kesennuma en la prefectura de Miyagi. El parque nacional fue creado el 24 de mayo de 2013 y cubre una superficie de 28.537 hectáreas. 

## Historia
El 2 de mayo de 1955 se creó el parque nacional Rikuchū Kaigan (陸中海岸国立公園, Rikuchū Kaigan Kokuritsu Kōen) en la región de Tōhoku de Honshū, en el norte de Japón. El parque se extendía a lo largo de 180 kilómetros de norte a sur a lo largo de la costa del océano Pacífico, desde el norte de la prefectura de Miyagi hasta el norte de la prefectura de Iwate. Tenía una superficie de 121,98 kilómetros cuadrados. El 24 de mayo de 2013 el parque se incorporó al Parque Nacional Sanriku Fukkō. tras el terremoto y el tsunami de Tōhoku de 2011. También incluye el antiguo parque natural de la prefectura de Tanesashi Kaigan Hashikamidake. El 31 de marzo de 2015, el Ministerio de Medio Ambiente amplió el parque para incluir el antiguo parque cuasi-nacional Minami Sanriku Kinkasan. Posteriormente, el parque se amplió para incluir el parque natural de la prefectura de Kesennuma, el parque natural de la prefectura de Kenjōsan Mangokuura y el parque natural de la prefectura de Matsushima.

## Geografía
Todo el litoral destaca por los ejemplos de erosión marina, con numerosos pilares rocosos e islas. La costa norte es un ejemplo de costa levantada, y es una zona que ha sufrido varios terremotos fuertes y tsunamis en la historia reciente. La costa meridional es un ejemplo de costa de ría de valles fluviales sumergidos, con profundas ensenadas y estrechas penínsulas, que forman muchas pequeñas bahías y calas.
En la parte norte del parque nacional hay un conjunto de acantilados de 8 kilómetros de longitud y 200 metros de altura llamado Kita Yamazaki. Las pintorescas formaciones rocosas costeras reciben el apodo de "Alpes del Mar".

## Municipios relacionados
- Aomori: Hachinohe, Hashikami
- Iwate: Fudai, Iwaizumi, Kamaishi, Kuji, Miyako, Noda, Ōfunato, Ōtsuchi, Rikuzentakata, Tanohata, Yamada
- Miyagi: Ishinomaki, Kesennuma, Minamisanriku, Onagawa, Tome[6]

## Flora y fauna
La flora incluye arboledas de pino rojo japonés, rododendros y Rosa rugosa. La fauna incluye numerosas especies de aves, como la gaviota de cola negra y la pardela. En cuanto a los animales de mayor tamaño, también se ha visto al kamoshika.

## Galería

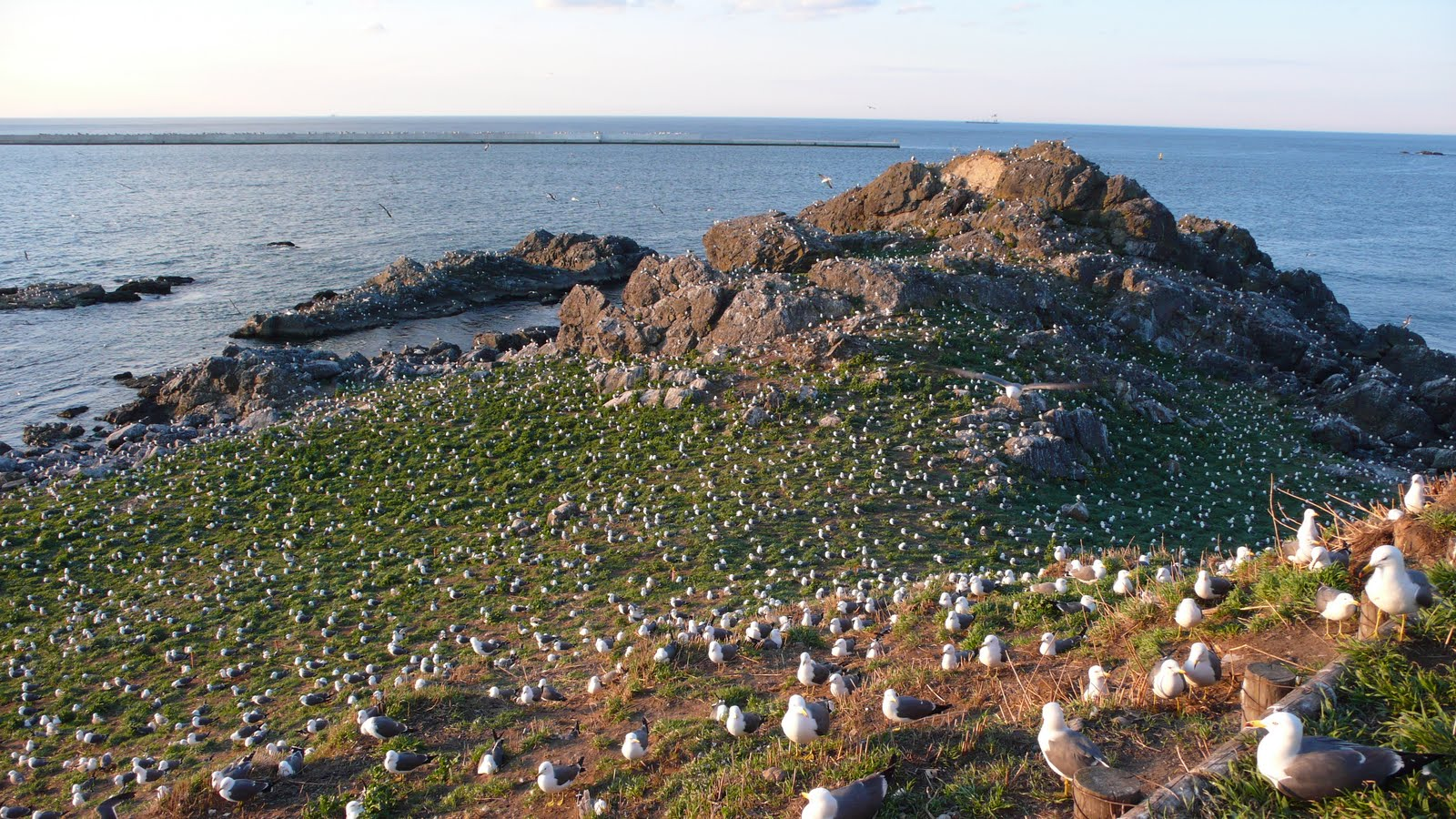
Kabushima, gaviota de cola negra, gran zona de cría
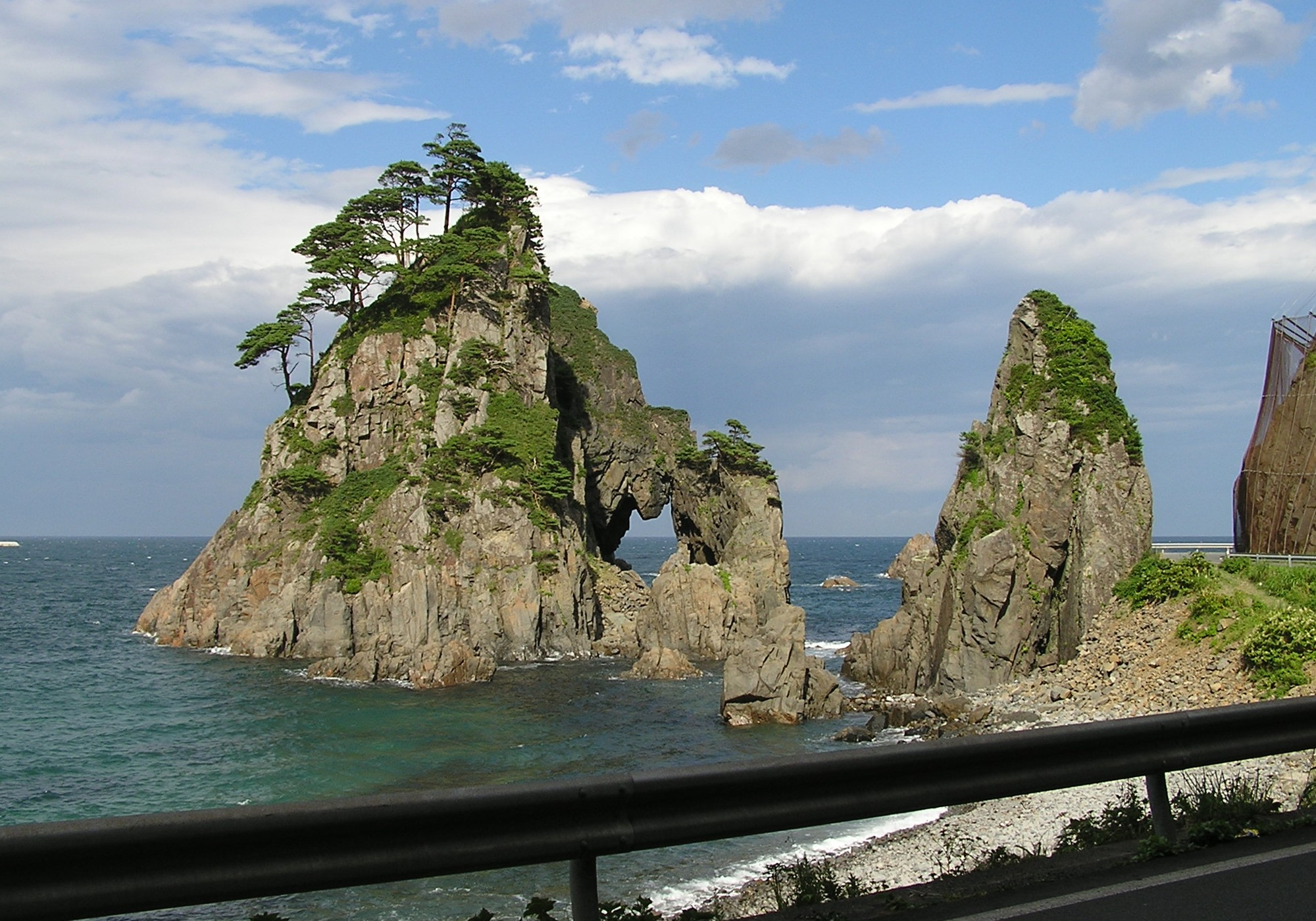
La costa de Kosode con una cueva suspendida
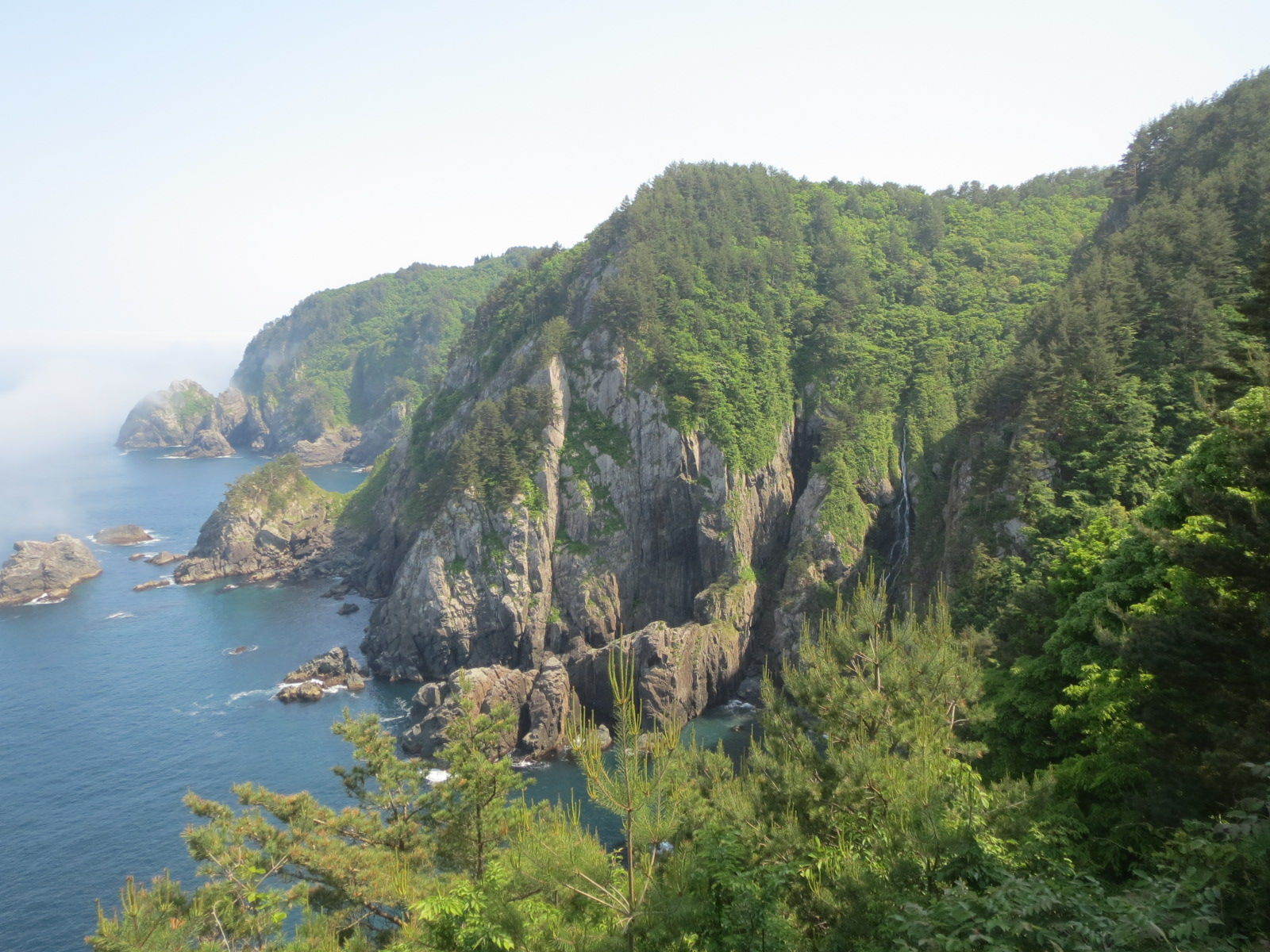
Observatorio Kurosaki / Anmoura
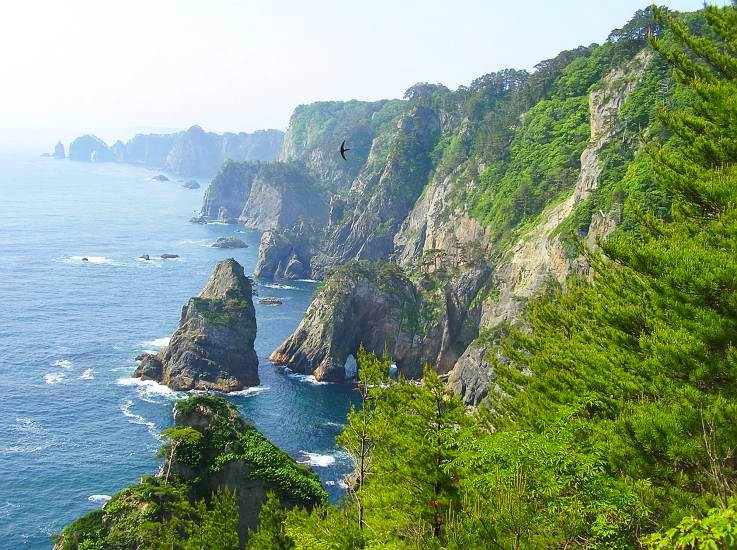
Kitayamazaki
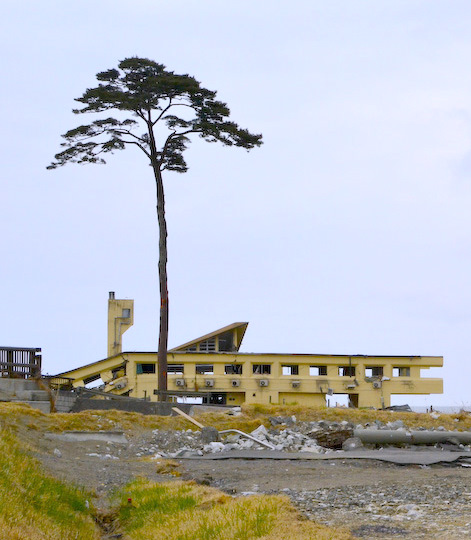
Miracle ipponmatsu
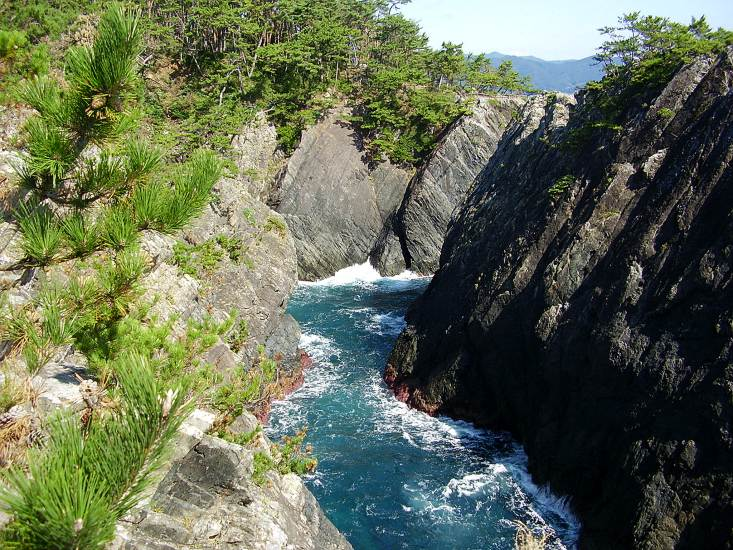
Costa de Goishi
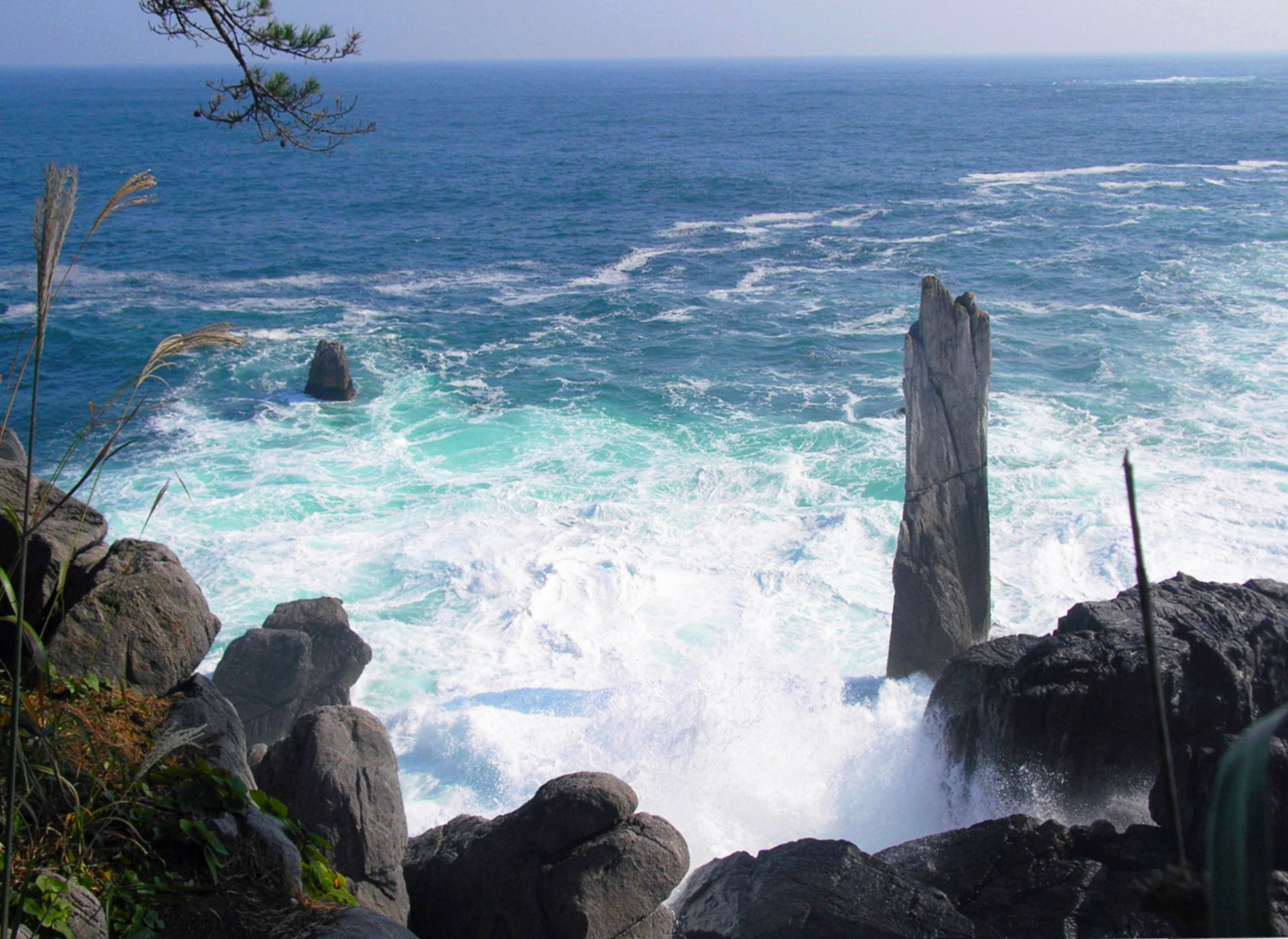
Oogamahanzo
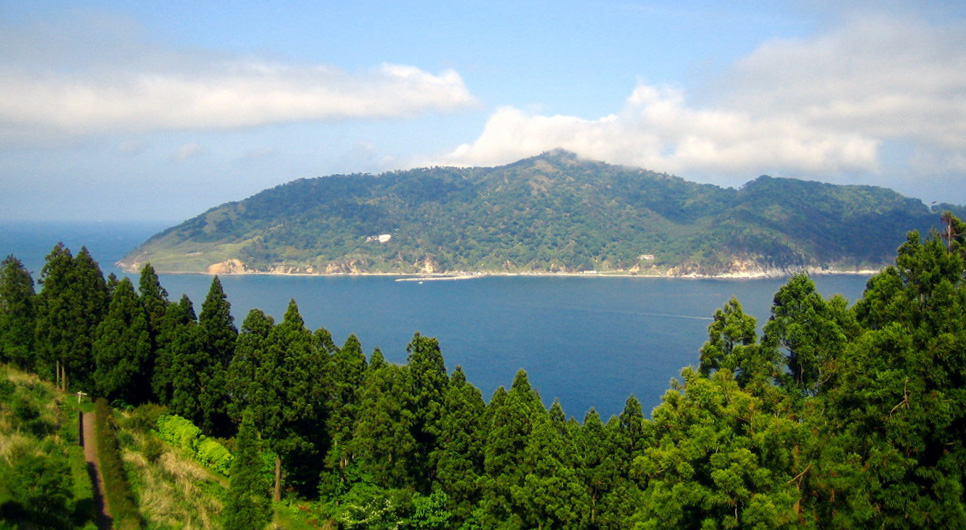
Isla de Kinkasan